# Filostefano (generale)
Filostefano (in greco antico: Φιλοστέφανος?, Philostéphanos; fl. 103 a.C.) è stato un militare egizio, attivo sotto Tolomeo IX Sotere.

## Biografia
Poco si sa di Filostefano; sappiamo che fu un generale di Tolomeo IX durante la guerra degli scettri (103-101 a.C.) e fu lui che guidò l'esercito tolemaico nella battaglia contro il re di Giudea Alessandro Ianneo, nel 103 a.C. L'esercito di Tolomeo era accampato su una riva del fiume Giordano e quello di Ianneo sull'altra. Filostefano decise di far avanzare i suoi uomini oltre il fiume per attaccare velocemente il nemico e Ianneo lo fece arrivare fino all'accampamento, pensando che, poiché i giudei erano in numero superiore, avrebbe così intrappolato i tolemaici tra il suo esercito e il fiume. Tuttavia Filostefano riuscì a far vincere i suoi uomini nonostante l'inferiorità numerica, riportando una vittoria decisiva contro Ianneo.